# Elthusa philippinensis
Elthusa philippinensis är en kräftdjursart som först beskrevs av Richardson 1910.  Elthusa philippinensis ingår i släktet Elthusa och familjen Cymothoidae. Inga underarter finns listade i Catalogue of Life.